# Trabakul
Trabakul je naziv za tradicionalni jedrenjak na istočnoj obali Jadrana s dva jarbola. Za razliku od peliga, oba jarbola imaju oglavno jedro.
To je teretni jedrenjak. Okruglastog je pramca i krme, na pramcu ima oči kao ukras a ispod njih otvore za sidrene lance. Pramčana statva završava jabukom koja je nerijetko modelirana u obliku ljudske glave. Trabakuli su u upotrebi od 18. do početka 20. st. a i kasnije kad jedra bivaju zamijenjena motorom. Manji trabakuli dugi su 14-20 metara nosivosti 40-100 tona, a veći 30 metara i nosivosti 60-200 tona. Stariji trabakuli su imali dva floka, a kasnije jedan flok ili prečku. U kasnijem razvoju trabakula i pramčano i krmeno jedro zamijenjeno je sošnim. Imaju 4-5 članova posade, ponekad i više.

## Vanjske poveznice
- Modeli trabakula, leuta i gajeta  Arhivirana inačica izvorne stranice od 8. studenoga 2008. (Wayback Machine)
- Trabakul Hrvatska tehnička enciklopedija, portal hrvatske tehničke baštine. LZMK